# Akira Emoto
Akira Emoto (柄本 明?, Emoto Akira; Tokyo, 3 novembre 1948) è un attore giapponese.

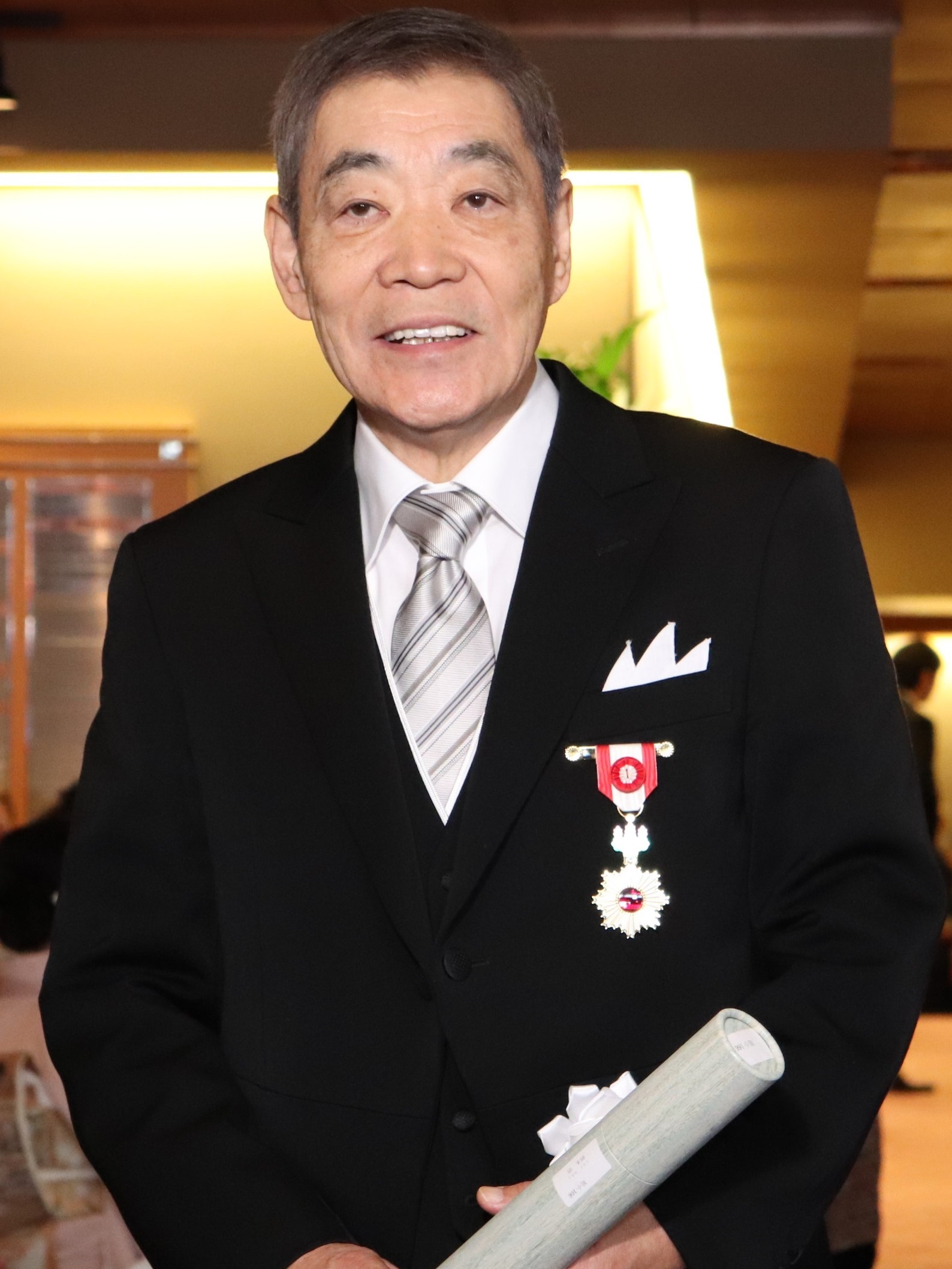

Padre di Tokio Emoto, inizia la sua carriera nel mondo dello spettacolo nei primi anni '70 in televisione come comico.

## Filmografia

### Cinema
- Gojira VS Space Gojira (Gojira tai Supēsu Gojira), regia di Kensho Yamashita (1994)
- Maborosi (Maboroshi no hikari), regia di Hirokazu Kore'eda (1995)
- Vuoi ballare? - Shall We Dance? (Shall we dansu?), regia di Masayuki Suo (1996)
- Tsuribaka nisshi 8, regia di Tomio Kuriyama (1996)
- L'anguilla (Unagi), regia di Shōhei Imamura (1997)
- Dr. Akagi (Kanzô sensei), regia di Shōhei Imamura (1998)
- Kaizokuban Bootleg Film, regia di Masahiro Kobayashi (1999)
- The City of Lost Souls (Hyôryû-gai), regia di Takashi Miike (2000)
- Taan, regia di Hideyuki Hirayama (2001)
- Water Boys, regia di Shinobu Yaguchi (2001)
- Yin-Yang Master, regia di Yōjirō Takita (2001)
- KT, regia di Junji Sakamoto (2002)
- Episodio, Giappone di 11 settembre 2001 (11'09''01 - September 11), regia di Shōhei Imamura (202)
- Makai tenshô, regia di Hideyuki Hirayama (2003)
- Fukurō, regia di Kaneto Shindō (2003)
- 2003: Zatōichi
- 2003: Drugstore Girl (Doraggu sutoa gaaru)
- 2004: Zebraman
- 2004: Lakeside Murder Case (Reikusaido mādā kēsu?)
- 2005: Tetsujin 28
- 2005: The Great Yokai War
- 2005: Scrap Heaven (Sukurappu Hebun ?)
- 2006: Nihon chinbotsu
- 2006: Memories of Matsuko
- 2007: Tokyo Tower: Mom and Me, and Sometimes Dad (Tōkyō tawaa ~ okan to boku to, tokidoki, oton ~?)
- 2007: Mōryō no Hako
- 2008: Ikigami: The Ultimate Limit
- 2008: Ichi
- 2008: Happy Flight (Happī Furaito?)
- 2009: Rain Fall
- 2009: John Rabe
- 2009: April Bride (Yomei Ikkagetsu no Hanayome?)
- 2010: Akunin
- 2010: Postcard (Ichimai no hagaki?)
- 2011: Antoki no Inochi
- 2011: Karate-Robo Zaborgar
- 2011: Kamisama no Karute
- 2012: Gyakuten saiban
- 2013: Yurusarezaru mono
- 2015: Kishibe no Tabi
- 2015: Koisoru Vampire
- 2016: Shin Godzilla
- 2018: Un affare di famiglia
- 2021: Aru otoko

### Televisione
- Ashio Kara Kita Onna (NHK, 2014)
- Long Goodbye (NHK, 2014)
- Senryokugai Sosakan (NTV, 2014)
- Olympic no Minoshirokin (TV Asahi, 2013)
- Tonbi (TBS, 2013)
- Platinum Town (WOWOW, 2012)
- Unmei no Hito (TBS, 2012)
- Furusato saisei: Nippon no mukashibanashi (voce narrante, 2012)
- Kaitakushatachi (NHK, 2012)
- Yōkai ningen Bem (NTV, 2011)
- HUNTER ~Sono Onnatachi, Shoukin Kasegi~ (Fuji TV, KTV, 2011)
- Shikei Kijun (WOWOW, 2011)
- Soredemo, Ikite Yuku (Fuji TV, 2011)
- Mori no Asagao (TV Tokyo, 2010)
- Ichiou no Suitei (WOWOW, 2009)
- Karei naru Spy (NTV, 2009)
- Ryūsei no kizuna (TBS, 2008)
- Shikaku Ukeoinin 2 (TV Tokyo, 2008)
- Honto to Uso to Tequila (TV Tokyo, 2008)
- Wild Life (NHK, 2008)
- Teki wa Honnoji ni Ari (TV Asahi, 2007)
- Shikaku Ukeoinin (TV Tokyo, 2007)
- Ai no Rukeichi (NTV, 2007)
- Saigo no Nightingale (NTV, 2006)
- Tokumei! Keiji Don Game (TBS, 2006)
- Tenka Souran (TV Tokyo, 2006)
- Komyo ga Tsuji (NHK, 2006)
- Haru to Natsu (2005)
- Blue Kanariya (WOWOW, 2005)
- Riyu (WOWOW, 2004)
- Water Boys (Fuji TV, 2003)
- Semishigure as Yokgama Matasuke (NHK, 2003)
- Sensei no Kaban (WOWOW, 2003)
- Shiritsu Tantei Hama Mike (NTV, 2002)
- Out (Fuji TV, 1999)
- Genroku Ryoran (NHK, 1999)
- Yanchakure (NHK, 1998)
- Akuma no Kiss (Fuji TV, 1993)
- Ocha no Ma (NTV, 1993)
- Taiheiki (NHK, 1991)
- Hot Dog (TBS, 1990)
- Prison Hotel (2017)

## Doppiatori italiani
- Bruno Alessandro in Yin-Yang Master, Zatōichi
- Natale Ciravolo in Vuoi ballare? - Shall We Dance?
- Dante Biagioni in Dr. Akagi